# کونراد بوکر
کونراد بوکر (آلمانی: Conrad Böcker؛ ۱۸۷۱ – ۱۹۳۶) یک ژیمناست هنری اهل آلمان بود.
از افتخارات وی می‌توان به کسب مدال طلا پارالل تیمی و بارفیکس تیمی در بازی‌های المپیک تابستانی ۱۸۹۶ اشاره کرد.